# Hvězdlice
Hvězdlice (deutsch Wieslitz, früher Hwiezdlitz, Weschlitz) ist eine Minderstadt in Tschechien. Sie liegt elf Kilometer südwestlich von Morkovice-Slížany und gehört zum Okres Vyškov.

## Geographie
Hvězdlice erstreckt sich in den Litenčické vrchy in den Tälern der Bäche Hvězdlička und Starohvězdlický potok. Östlich erheben sich der Hradisko (518 m) und die Stará hora, im Westen die Homole (336 m) und nordwestlich der Holý kopec (374 m).
Nachbarorte sind Žešov und Orlovice im Norden, Zdravá Voda, Lhota und Boří za Zdravou Vodou im Nordosten, Nítkovice und Chvalkovice im Osten, Komorov und Dobročkovice im Südosten, Uhřice und Roštoutky im Süden, Bohaté Málkovice im Südwesten, Kozlany im Westen sowie Bohdalice und Pavlovice im Nordwesten.

## Geschichte
Archäologische Funde belegen eine frühzeitliche Besiedlung des Ortes. 1949 wurden bei Bauarbeiten zwei Hockergräber der Aunjetitzer Kultur aufgefunden, die aus der Zeit um 1650 v. Chr. stammen. Des Weiteren wurde am Hügel Kalvárie eine um 1000 v. Chr. angelegte Urnengräberstätte und 1861 ein Behältnis mit Brakteaten aus der Zet zwischen 1253 und 1305 vorgefunden.
Die erste urkundliche Erwähnung des Dorfes (Staré) Hvězdlice erfolgte 1282 im Zusammenhang mit einem Scoch de Vyezdlicz (Skoch z Hvězdlic). Dieser wurde erneut 1297 zusammen mit seinem Sohn Onsic (Onšík) in einer Donationsurkurde für das Augustinerkloster St. Jakob in Olmütz genannt. Das Geschlecht von Hvězdlice war offenbar ein Zweig der Herren von Deblín und führte auch deren Sternwappen. Zu den weiteren Besitzern gehörte Heinrich von Sprank, der seinen Anteil 1360 an Jan von Konitz Witwe Cäcilie überließ. 1374 verkaufte Ješek Hvězdlička von Hvězdlice seinen Anteil von (Staré) Hvězdlice an Martin Nosek von Načešice. 1381 kaufte Jaroš von Cimburg diesen Teil auf und 1391 noch den Anteil von Peter von Krawarn hinzu. Damit wurde er alleiniger Besitzer der Alt Wieslitzer Güter.
Der Markt und die Feste Nové Hvězdlice (municionem et opidum Hwyezdlicz) wurden 1353 erstmals im Zuge ihres Verkaufs durch Bernart II. von Cimburg an seinen Bruder Albrecht Vranovec genannt. Zwischen 1366 und 1406 folgte dessen Sohn Jaroš, der seinen Besitz um Staré Hvězdlice erweiterte. Während des mährischen Bruderkrieges zwischen den Markgrafen Jobst und Prokop von Mähren wurde wahrscheinlich 1399 die Feste erobert und zerstört.
Im Jahre 1411 erwarb das Augustinerkloster St. Thomas in Brünn den Markt Nové Hvězdlice und das Dorf Staré Hvězdlice einschließlich der wüsten Feste für 1020 Pfund Silber von Jaroš Bruder Albrecht Tovačovský von Cimburg. Der Orden errichtete in Nové Hvězdlice einen Verwaltungssitz, dem die Dörfer Staré Hvězdlice, Německé Málkovice und Kozlany sowie Teile der Dörfer Černčín und Tschechen unterstanden. In den Hussitenkriegen bemächtigte sich Jan von Dlouhá Ves der klösterlichen Herrschaft. Die Augustiner verpfändeten Nové Hvězdlice um 1530 an Vilém von Víckov. Kaiser Ferdinand I. erteilte Nové Hvězdlice auf dessen Gesuch das Privileg für zwei Märkte. 1573 konnten sich die Bewohner des Städtchens von den Frondiensten freikaufen. Im Jahre 1668 erhielt Nové Hvězdlice das Braurecht. Im Jahre 1760 ist die erste Töpferwerkstatt nachweisbar. Zu dieser Zeit entstand auch die erste Schule. 1783 bestätigte Kaiser Joseph II. die Privilegien von Nové Hvězdlice, die u. a. vier Jahrmärkte und einen Viehmarkt umfassten. Erneut bestätigt wurden diese 1795 durch Kaiser Franz II. 1802 bezog die einklassige Schule ein neues Schulhaus. Bis zur Mitte des 19. Jahrhunderts blieben Nové und Staré Hvězdlice immer den Augustiner-Eremiten, die 1783 nach Alt Brünn verwiesen wurden, untertänig. Nové Hvězdlice war ein Ackerbürgerstädtchen, es bestanden eine Ziegelei, eine Brauerei, eine Brennerei und zwei Windmühlen.
Nach der Aufhebung der Patrimonialherrschaften bildeten Nové Hvězdlice und Staré Hvězdlice ab 1850 selbstständige Gemeinden in der Bezirkshauptmannschaft Wischau. 1948 wurde der Kindergarten eingerichtet. Zwischen 1950 und 1960 gehörten beide Gemeinden zum Okres Bučovice und kamen nach dessen Aufhebung mit Beginn des Jahres 1961 zum Okres Vyškov zurück. 1964 wurden Nové Hvězdlice und Staré Hvězdlice zu einer Gemeinde Hvězdlice zusammengeschlossen. Die Grundschule wurde 2002 wegen zu geringer Schülerzahl geschlossen. Am 10. Oktober 2006 erhielt Hvězdlice den Status eines Městys zurück.

## Ortsgliederung
Der Městys Hvězdlice besteht aus den Ortsteilen Nové Hvězdlice (Neu Wieslitz) und Staré Hvězdlice (Alt Wieslitz) sowie der Ansiedlung Zdravá Voda (Gesundbrunn).

## Sehenswürdigkeiten
- Barockschloss Nové Hvězdlice, der eingeschossige zweiflügelige Bau entstand 1712 nach Plänen von Giovanni Pietro Tencalla als Residenz des Augustinerklosters. 1924 wurde im Schloss ein Blindenheim eingerichtet, heute dient es als Altersheim. Über dem Portal befindet sich eine Kartusche mit dem Wappen des Propstes Nikolaus Kederitz.
- Spätbarocke Pfarrkirche Jakobus des Älteren und Matthäus in Nové Hvězdlice, sie wurde zwischen 1770 und 1773 unter dem Prälaten Matouš Perčr nach Plänen des Brünner Baumeisters Franz Anton Grimm errichtet.
- Pfarrei Nové Hvězdlice, der Barockbau entstand um 1730. Die Kartusche über dem Eingangsportal trägt das Wappen des Brünner Propstes Andreas Zirkel.
- Filialkirche Allerheiligen in Staré Hvězdlice, der romanische Bau entstand in der ersten Hälfte des 13. Jahrhunderts.
- Wallfahrtskapelle auf dem Hradisko
- Reste der Feste Nové Hvězdlice, auf dem Hügel Kalvárie bzw. Holá Manda südlich von Nové Hvězdlice, sie wurde in der zweiten Hälfte des 13. Jahrhunderts unter den Herren von Deblín errichtet und erlosch um 1400 während des mährischen Bruderkrieges zwischen den Markgrafen Jobst und Prokop von Mähren. Seit 1411 gilt die Burg als wüst.

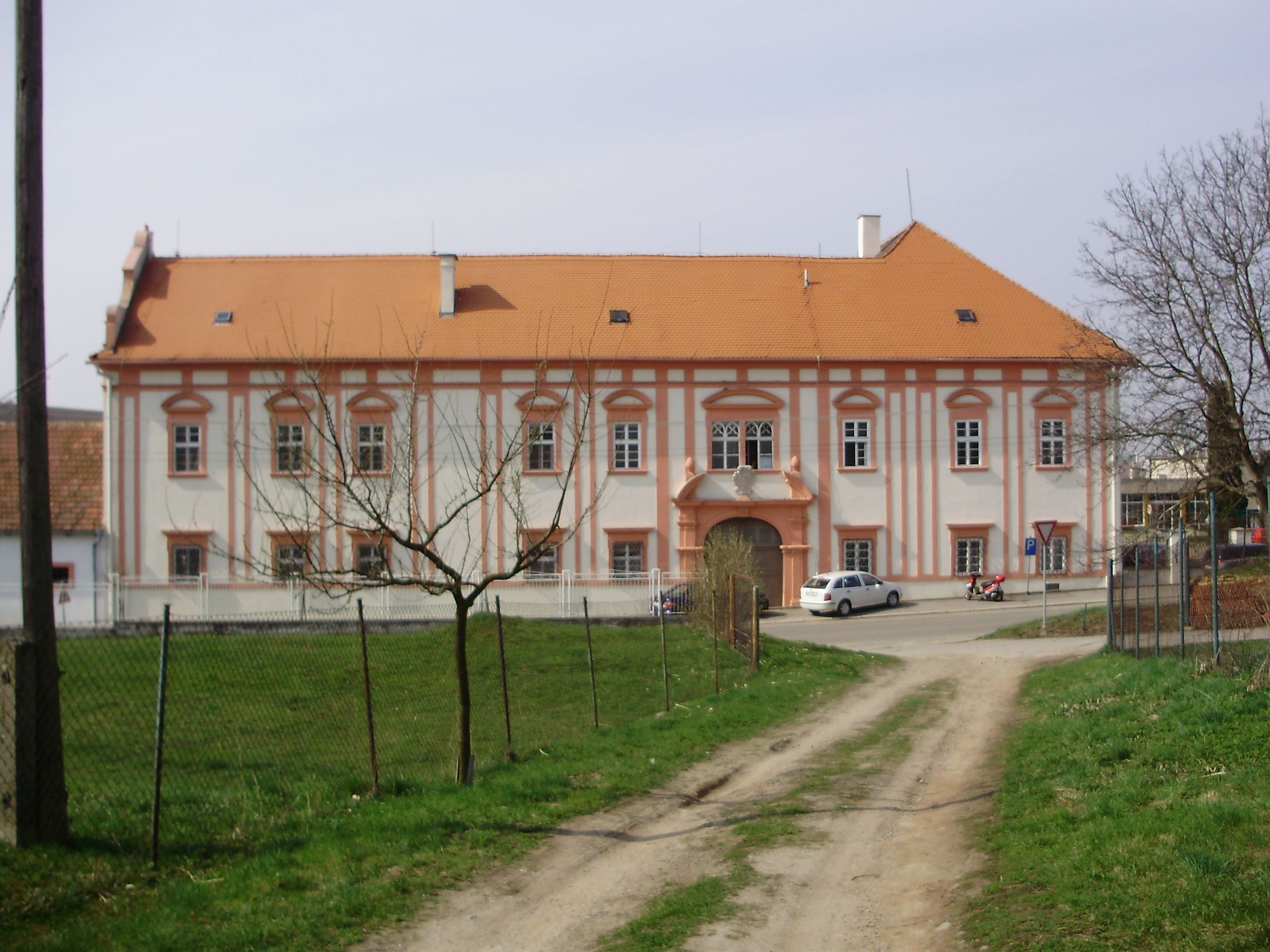
Schloss Nové Hvězdlice
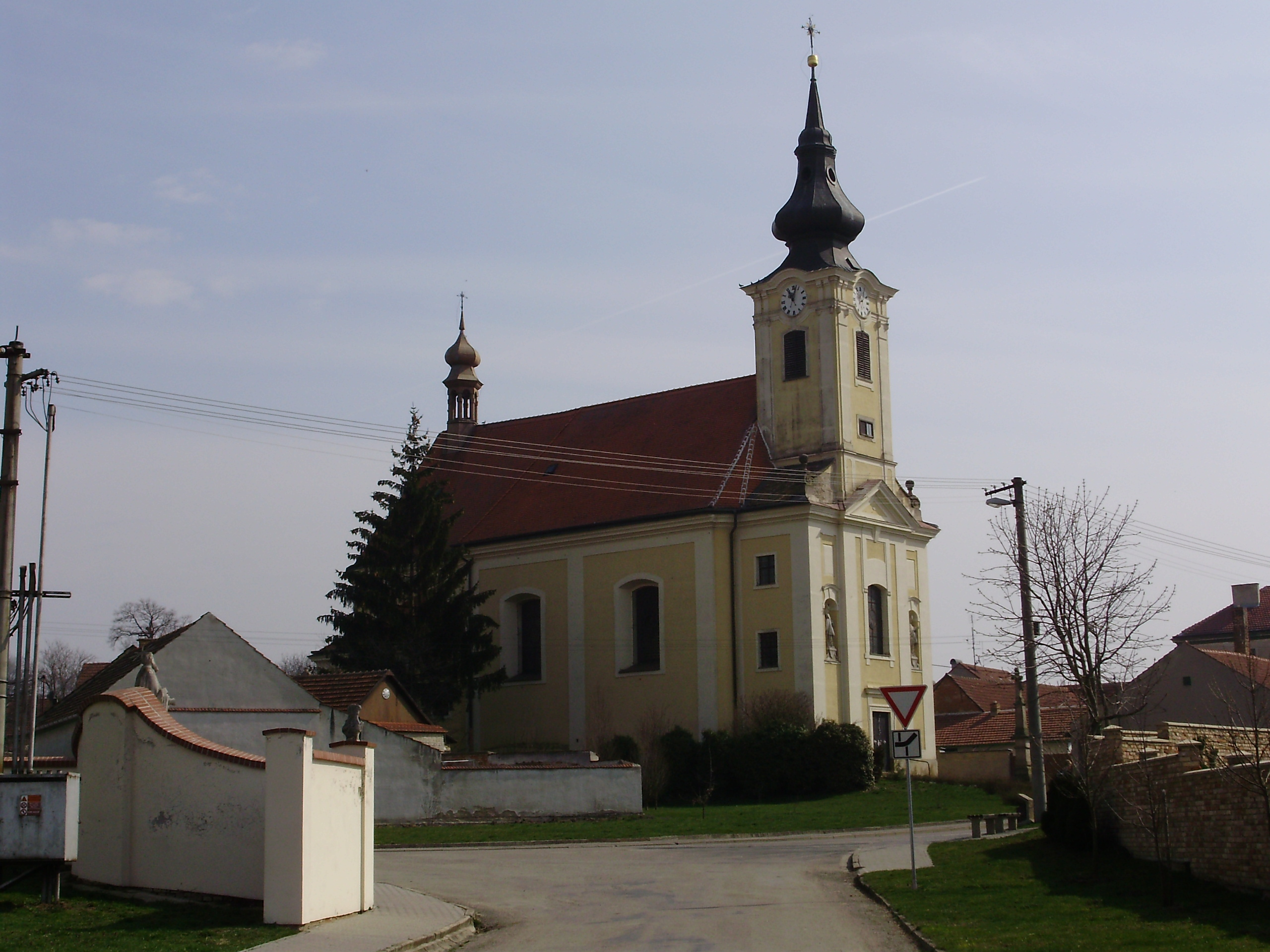
Pfarrkirche Jakobus des Älteren und Matthäus
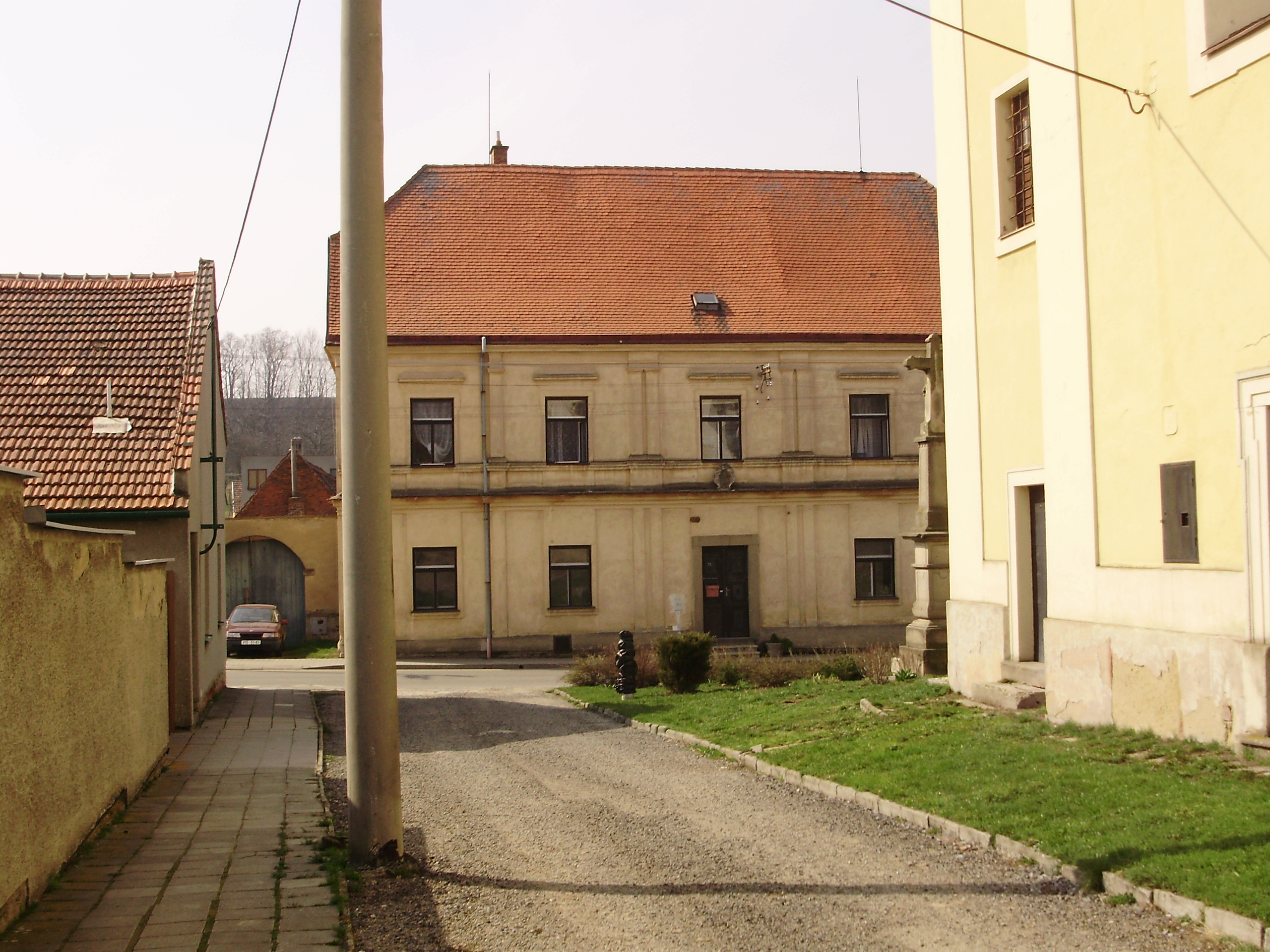
Pfarrhaus Nové Hvězdlice
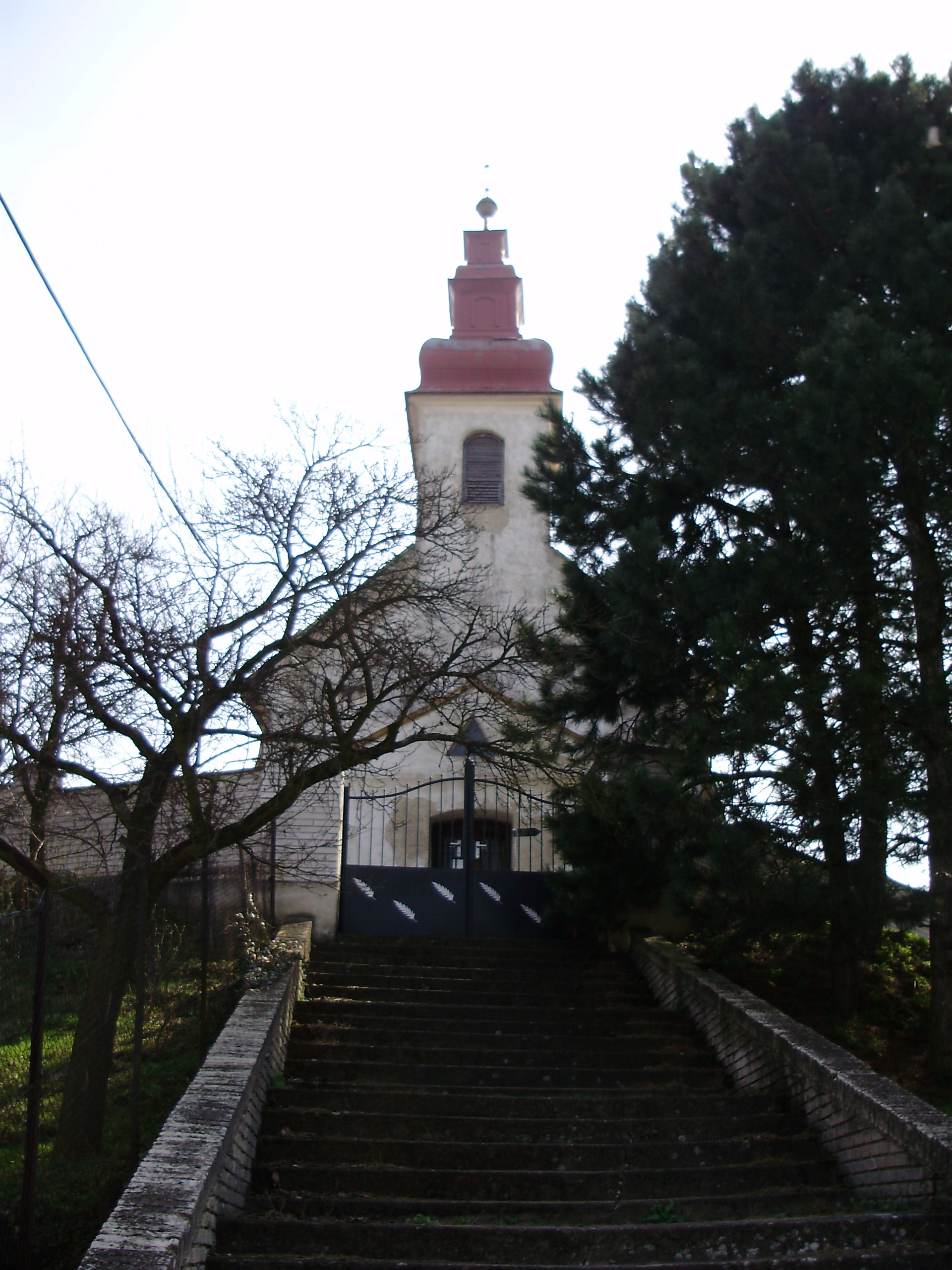
Kirche Aller Heiligen in Staré Hvězdlice